# Puente del Alamillo (Sevilla)
El puente del Alamillo es un puente atirantado de pilón contrapeso que cruza el río Guadalquivir a su paso por Sevilla. Fue diseñado por Santiago Calatrava y se terminó en 1992. Se construyó como un acceso a la Isla de la Cartuja, donde tuvo lugar la Expo 92, y en donde hoy se encuentran el parque temático Isla Mágica, el Parque Científico y Tecnológico Cartuja, el centenario monasterio de la Cartuja, de donde proviene el nombre de la isla, y el parque del Alamillo.

## Diseño y características

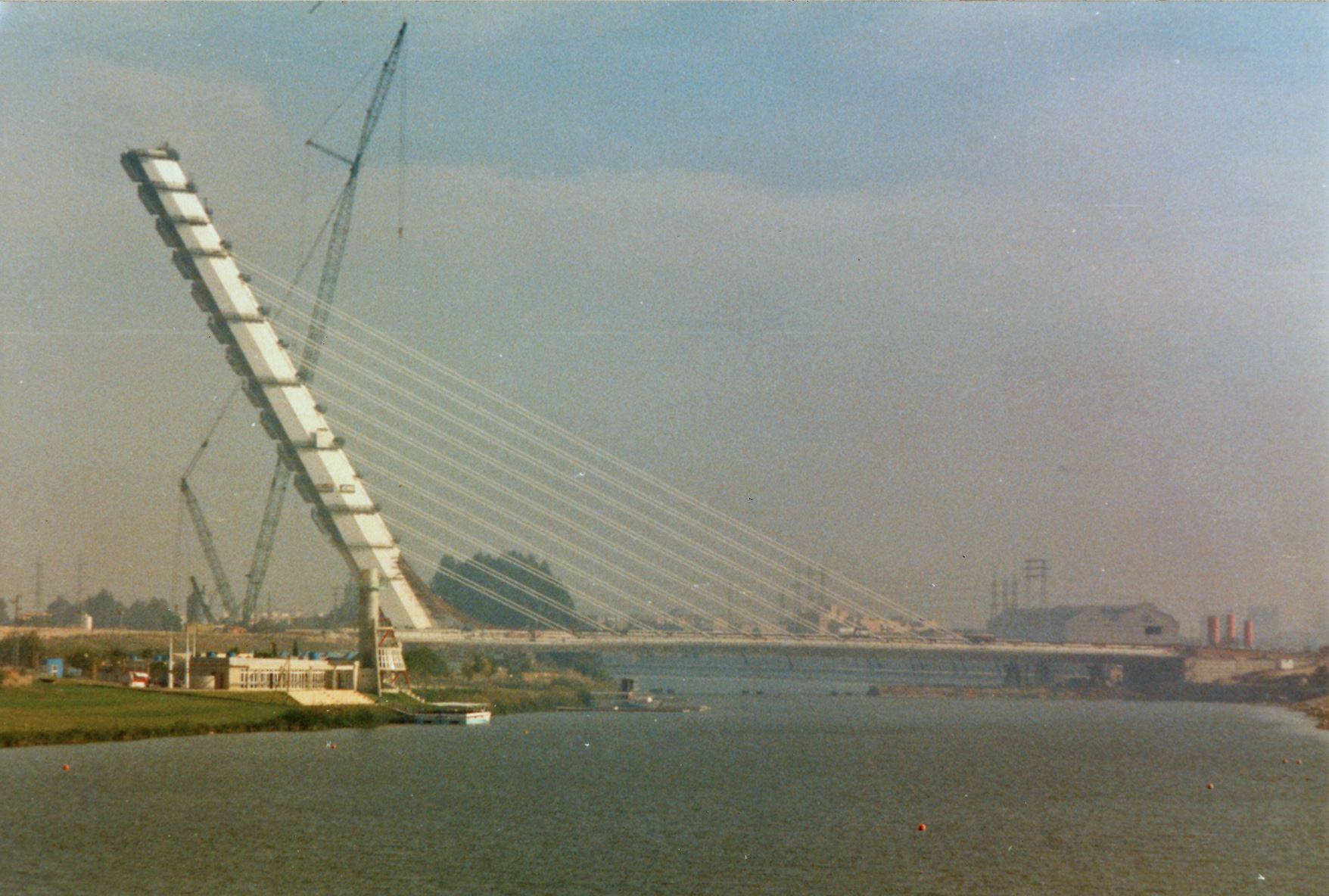
Vista de la construcción del puente durante 1991

El primer proyecto constaba de dos puentes iguales, mirando cada uno en su dirección opuesta. Uno se encontraría sobre la dársena del río, comunicando la barriada de San Lázaro con la Isla de la Cartuja, y está hecho para que pasen los coches por encima y los barcos por el río, y el otro, a la misma latitud, comunicando la Cartuja con el municipio aljarafeño de Camas por encima del tramo de río que hay al oeste. Sin embargo, el presupuesto no concebía el par, por lo que pudo erigirse solo uno, construyéndose en el extremo opuesto un puente más convencional.
El puente consta de un único pilar hecho de piedra que actúa de contrapeso para los 200 m del puente gracias a veintiséis largos cables. La idea original era construir dos puentes simétricos en cada lado de la isla, pero el singular diseño del puente del Alamillo ha demostrado al final ser mucho más impactante.
El puente no tiene tirantes de retenida (solo hay tirantes a un lado de la torre) constituyendo el primer puente atirantado que no posee esta banda de tirantes de manera que no se recogen las fuerzas que reciben los tirantes de un lado de la torre con otros tirantes que estuvieran al otro lado.
En este puente tuvieron que realizarse unas cuantas actuaciones tanto en su diseño como en su ejecución que no hubieran sido necesarias si se hubiera realizado esa banda de tirantes de retenida, lo que dio lugar a un gasto muy superior al que se hubiera tenido con un puente atirantado común. Por ejemplo, se tuvo que realizar un tablero con un canto mucho mayor al que se da en los puentes atirantados.
A los pocos días de levantarse uno de los cables sufrió un pequeño incendio antes de pasar la prueba de peso. El alto del puente diseñado como mirador, y conocido como "el ojo de la cabeza de caballo", permanece cerrado desde su construcción.
Otros puentes diseñados por Santiago Calatrava, similares al puente del Alamillo, son el Puente de la Mujer en Buenos Aires (2001), el Puente del Reloj de Sol en Redding (California) (2004), el Puente atirantado de Jerusalén (2005-2008) y el Puente de l'Assut de l'Or (2008) en Valencia.
| Predecesor: Puente del Centenario | Edificio más alto de Sevilla 1992-2015 | Sucesor: Torre Sevilla |